# Uropoda kargi
Uropoda kargi es una especie de arácnido del orden Mesostigmata de la familia Uropodidae.

## Distribución geográfica
Se encuentra en Polonia y Austria.